# European Sea Ports Organisation
Pour les articles homonymes, voir ESPO.
L'European Sea Ports Organisation (ESPO en abrégé) est une association regroupant les gestionnaires des ports de commerce européens chargée de représenter les intérêts du monde portuaire  auprès de l'Union européenne.

## Historique
L'ESPO est une structure créée en 1993 pour regrouper des autorités gestionnaires ou administratives de ports maritimes (de l'Union européenne, maintenant à 27 États membres) pour se faire représenter, notamment à Bruxelles où l'association a installé son siège.

## Buts de cette organisation
- être un interlocuteur unique pour la Commission européenne
- représenter et défendre les intérêts des autorités portuaires présentes dans 27 États-membres (soit potentiellement environ 800 ports).
- anticiper sur les législation ou les influencer[1], mais aussi aider les ports européens à les appliquer proactivement[2], via notamment la démarche ECOPORT créée en 1999.

Selon l'ESPO, dans les ports maritimes européens, passent environ 3,5 milliards de tonnes de fret par an, et environ 350 million de passagers par an (chiffres 2007). Les ports maritimes manient presque tout le fret impliqué dans le commerce extérieurs et la moitié de celui impliqué dans le commerce intérieur.

## Composition
- Autorités gestionnaires ou administratives de ports maritimes

## Outils et actions
L'espo a contribué à la réalisation des outils ou travaux suivants :
- ESPO Environmental Code of Practice (1994)
- Environmental survey (1996)
- ECO-Information Project (1997)
- ESPO Environmental Review (2001)
- ECOPORTS Project (2002)
- New ESPO Code of Practice (2003)
- Update Environmental survey (2004)
- ESPO Guidance document on ports (2007)

En 2008, l'ESPO travaille sur l'application de la directive oiseaux et de la directive habitats, avec la préparation d'un guide environnemental et de bonnes pratiques pour les ports de l'UE.

### Outils et travail statistiques collaboratif
L'ESPO a aussi un sous-groupe de travail (« ESPO Statistics Committee »)qui produit des statistiques sur les ports, où sont invités des observateurs de l'UE et de l'Eurostat. Officialisé par l'assemblée générale de l'ESPO le 23 janvier 2001, il s'est en fait réuni pour la première fois le 27 avril 1989, et se réunit théoriquement deux fois par an. La DTMRF (Direction des Transports maritimes, routiers et fluviaux) est le contact pour la France. Ce groupe propose aussi au port une approche d'évaluation comparative, chacun pouvant se comparer aux autres (s'il a fourni ses statistiques).